# 怎樣打飛機
《怎樣打飛機》是中國人民解放軍廣州軍區司令部編印的一本作戰手冊，封面標示出版日期為1965年2月15日，內容主要介紹使用輕武器擊落敵軍戰機的方法要訣。
2006年初，該小冊子封面被中國網友張貼在討論區上；由於「打飛機」一詞在近年代的粵語与俚語中是男性自慰之意，圖片引起熱烈討論與該手冊內容之臆測。

## 「打飛機」之由來
中华人民共和国成立初期，經歷抗日戰爭和国共内战之後，經濟崩潰，軍隊無力裝備重型武器，實力遠遜於西方，個人裝備亦簡陋，所以解放軍希望以士兵的技術補充不足。當時士兵的文化水平並不高，於是解放軍於《軍訓手冊》中附設圖解，簡略地教導士兵如何以步枪擊落飞机，使士兵掌握这些竅門。
那時，以輕武器擊落戰機的行為，稱作「打飛機」，在昔日的解放軍中普遍使用。1943年，八路军战士宋岭春曾用三八式步枪击落一架日军飞机。毛泽东在1952年7月接見參加志願軍歸國代表團時，得悉王海大隊空軍飛行員趙寶桐參與朝鮮戰爭時曾擊落數架美軍戰機時，說：「打飛機，我不如趙寶桐。」
爆發時，解放军以中国人民志愿军的名義參加戰事。1951年3月初一天的清晨，志願軍戰士關崇貴成功用輕機槍射出14發子彈擊落一架美軍P-51螺旋槳戰鬥機，使他成為解放軍史上首名成功「打飛機」先例。他後來被授予「一級戰鬥英雄」稱號，並記了特等功。關崇貴這次創舉，可能被认为有助激勵士氣；自此，「打飛機」這種集技巧與運氣於一身的技術發揚光大。

## 書中內容與重議論
1961年越戰爆發，1965年戰爭形式惡化。中华人民共和国国务院出於意識形態和地缘政治關係，決定軍事援助北越，提供大量防空武器，利用地面的高射炮對付美國戰機的空襲。儘管如此，解放軍的武器依然比不上美軍先進的武器，面對美國戰機的襲擊威脅，解放軍欲以運用「打飛機」技術還擊。
以上背景下，中國人民解放軍廣州軍區司令部編印了一本作戰手冊《怎樣打飛機》，詳解使用輕武器擊落戰機的要訣。薄薄數頁除文字解釋，還附上彩色插畫與換算表，指導士兵計算射擊距離和角度。
以下節錄自《怎樣打飛機》：
|  | 射擊水平飛行的敵機時，應根據飛機的大小和距離的遠近，提前一定機身倍數。計算提前倍數的方法是：飛機速度乘子彈到達飛機的時間，除以機身長度。所得到的數字，就是再瞄準時應當考慮的提前量。 |

隨著科技進步，飛機速度遠比以前快得多，機體裝甲防護不斷強化。而步槍、機槍則朝向小口徑、輕量化發展，其彈頭動能相應減少。此消彼長下，輕武器對空中目標射擊的作用也變得意義不大，擊中飛機的機會近乎零，「打飛機」亦變成空談。但美伊戰爭中，伊拉克南部農民曾於2003年3月24日以AK-47擊落美國AH-64「阿帕奇」直升機，並俘虜兩名美軍，令全世界嘖嘖稱奇。

## 衍生
2006年初，有中國大陸的網友上傳《怎樣打飛機》封面並引起熱潮。因俚語「打飛機」一詞與手淫相關，很多人以此在网络上戏谑。至2006年9月2日，有網民在貓撲網上傳書中其他內容，再度引起廣泛轉載與議論。

### 引用
1. ↑  . tech.sina.com.cn.   [2025-01-30]. （原始内容存档于2018-03-28）.
2. ↑  . 東方網. 2003-03-28  [2010-07-17]. （原始内容存档于2016-03-04）.
3. ↑  . 新華網. 2003-03-24  [2010-07-17]. （原始内容存档于2008-12-08）.
4. ↑  . 香港網絡大典.   [2010-07-17]. （原始内容存档于2017-08-25）.
5. ↑  . 2006-09-02  [2010-07-17]. （原始内容存档于2013-08-27）.